# 阿特尔高地区圣格奥尔根
阿特尔高地区圣格奥尔根是奥地利上奥地利州弗克拉布鲁克县的一个市镇。总面积15.4平方公里，总人口4166人，人口密度270.5人/平方公里（2005年）。